# Loxosomella cricketae
Loxosomella cricketae är en bägardjursart som beskrevs av Nielsen 1966. Loxosomella cricketae ingår i släktet Loxosomella och familjen Loxosomatidae. Inga underarter finns listade i Catalogue of Life.